# Großer Preis von Kanada 2023
Der Große Preis von Kanada 2023 (offiziell Formula 1 Pirelli Grand Prix du Canada 2023) fand am 18. Juni auf dem Circuit Gilles-Villeneuve in Montreal statt und war das achte Rennen der Formel-1-Weltmeisterschaft 2023.

## Bericht

### Hintergründe
Nach dem Großen Preis von Spanien führte Max Verstappen in der Fahrerwertung mit 53 Punkten vor Sergio Pérez und mit 71 Punkten vor Fernando Alonso. In der Konstrukteurswertung führte Red Bull Racing mit 135 Punkten vor Mercedes und mit 153 Punkten vor Aston Martin.
Pirelli stellte den Fahrern die Reifenmischungen C3 Hard (weiß), C4 Medium (gelb) und C5 Soft (rot) sowie Cinturato Intermediates (grün) und Cinturato Full-Wets (blau) für nasse Bedingungen zur Verfügung.
Vor dem Rennwochenende wurde die Streckenbegrenzung in Kurve eins geändert. Bisher konnten Fahrer, die die erste Kurve verpasst hatten, geradeaus durch die Auslaufzone fahren, nach Kurve zwei wieder auf die Strecke zurückkehren und sich relativ sicher in den Verkehr einfädeln. Nach dieser Änderung hatten die Fahrer, die in Kurve eins von der Strecke abkamen, die Wahl, entweder die neue Barriere über das Gras zu umfahren oder nach einer harten Kurve im Bereich der Ideallinie auf die Strecke zurückzukehren. Nach Rücksprache mit den Fahrern wurde diese Änderung vor dem Rennen am Sonntag wieder weitgehend zurückgebaut.
Pierre Gasly (acht), George Russell (sechs), Yuki Tsunoda, Lance Stroll (jeweils fünf), Alonso, Lando Norris, Alexander Albon, Zhou Guanyu (jeweils drei), Verstappen, Pérez, Carlos Sainz jr., Esteban Ocon, Nico Hülkenberg (jeweils zwei), Charles Leclerc und Kevin Magnussen (jeweils einer) gingen mit Strafpunkten ins Wochenende.
Tsunoda bestritt seinen 50. Grand Prix.
Mit Lewis Hamilton (siebenmal), Alonso und Verstappen (jeweils einmal) traten drei ehemalige Sieger zu diesem Grand Prix an.
Als Rennkommissare für dieses Rennwochenende fungierten Garry Connelly (AUS), Mathieu Remmerie (BEL), Enrique Bernoldi (BRA) und Marcel Demers (CAN).

### Training
Im ersten freien Training war Valtteri Bottas mit einer Zeit von 1:18,728 Minuten der Schnellste vor Stroll und Alonso. Aufgrund einer Rot-Phase wegen technischer Probleme der Überwachungskameras rund um die Strecke wurden insgesamt nur 5:44 Minuten gefahren.
Im zweiten freien Training war Hamilton mit einer Zeit von 1:13,718 Minuten der Schnellste vor Russell und Sainz jr.
Das dritte freie Training entschied mit einer Zeit von 1:23,106 Minuten dann Verstappen für sich. Auf den Plätzen zwei und drei folgten Leclerc und Alonso.

### Qualifying
Das Qualifying bestand aus drei Teilen mit einer Nettolaufzeit von 45 Minuten. Im ersten Qualifying-Segment (Q1) hatten die Fahrer 18 Minuten Zeit, um sich für das Rennen zu qualifizieren. Aufgrund des Regens war die 107-Prozent-Regel außer Kraft gesetzt. Die besten 15 Fahrer erreichten den nächsten Qualifikationsabschnitt. Verstappen war Schnellster. Zhou, Logan Sargeant, Nyck de Vries, Gasly und Tsunoda schieden aus.
Der zweite Abschnitt (Q2) dauerte 15 Minuten. Die schnellsten zehn Piloten qualifizierten sich für den dritten Teil des Qualifyings. Albon war Schnellster. Bottas, Magnussen, Stroll, Pérez und Leclerc schieden aus.
Der letzte Abschnitt (Q3) ging über eine Zeit von zwölf Minuten, in denen die ersten zehn Startpositionen vergeben wurden. Verstappen sicherte sich mit einer Zeit von 1:25,858 Minuten die Pole-Position. Hülkenberg im Haas wurde überraschend Zweiter, gefolgt von Alonso.
Wegen Behinderungen von Kontrahenten wurden Sainz jr., Stroll und Tsunoda jeweils um drei Plätze nach hinten versetzt. Hülkenberg verlor seinen zweiten Startplatz, weil er unter Rot zu schnell gefahren war. Er erhielt ebenfalls eine Startplatzstrafe von drei Plätzen.

### Rennen
Fast alle Piloten starteten das Rennen auf den Mediums, nur Magnussen, Pérez und Bottas starteten auf den harten Reifen, Gasly auf den weichen Reifen.
Während Alonso einen schlechten Start hatte und direkt von Hamilton überholt wurde, konnte Verstappen sich vorne behaupten. Dahinter sortierten sich Russell, Ocon und Hülkenberg ein. Die ersten Vier konnten sich in der Folge vom Rest des Feldes absetzen. Aufgrund von erneut stark abbauenden Reifen konnte Hülkenberg im Haas den vorherfahrenden Piloten nicht folgen und hielt stattdessen die hinter ihm Fahrenden auf.
Sargeant musste in der sechsten Runde seinen Williams aufgrund eines technischen Defektes abstellen und löste so ein virtuelles Safety-Car aus. Es war der erste Ausfall seiner Formel-1-Karriere. Kurz nach Beendigung des VSC fuhr Russell auf Position vier liegend in Kurve neun in die Mauer und löste eine komplette Safety-Car-Phase aus. Alle Fahrer, darunter auch Russell, der einen neuen Frontflügel und Reparaturen an seinem Auto benötigte, begaben sich zu ihren Stopps in die Boxengasse. Die einzigen Fahrer, die nicht anhielten, waren das Ferrari-Duo Leclerc und Sainz jr. Hülkenberg hatte eine Runde zuvor gestoppt und verlor dadurch den Kontakt zu den Punkterängen. Nachdem die Safety-Car-Phase beendet war, konnte Verstappen seine Führung verteidigen. Dahinter konnte Alonso Hamilton überholen und sich so den zweiten Platz zurückholen.
Russell musste dann in der 53. Runde seinen Wagen abstellen, da die Beschädigungen aufgrund der Berührung mit der Mauer gravierender waren als angenommen. Bei einer Kollision zwischen Magnussen und de Vries kam es anschließend zu einer kurzzeitigen gelben Flagge, beide konnten allerdings weiterfahren.
Verstappen gewann das vierte Rennen in Folge vor Alonso und Hamilton. Für Verstappen war es der 41., für Red Bull Racing der 100. Sieg in der Formel-1-Weltmeisterschaft. Verstappen zog in der ewigen Bestenliste mit Ayrton Senna auf Platz fünf gleich. Mehr Siege hatten nur noch Hamilton, Michael Schumacher, Sebastian Vettel und Alain Prost.
Die restlichen Punkteplatzierungen belegten Leclerc, Sainz jr., Pérez, Albon, Ocon, Norris und Stroll. Wegen unsportlichem Verhaltens hinter dem Safety-Car erhielt Norris während des Rennens eine Fünf-Sekunden-Zeitstrafe, welche ihn im Gesamtergebnis vom 9. auf den 12. Platz zurückwarf. Bottas rückte dadurch auf Platz 10 vor und ergatterte den letzten Punkt. Sowohl für Albon als auch für Bottas waren es die ersten Punkte seit dem Auftaktrennen in Bahrain. Die schnellste Runde fuhr Pérez mit einer Zeit von 1:14,481 Minuten.
In der Fahrer- und der Konstrukteurswertung blieben die ersten vier Positionen unverändert. Verstappen konnte sich weiter von seinem Teamkollegen Pérez absetzen und Red Bull vergrößerte seinen Vorsprung auf Mercedes und Aston Martin.

## Meldeliste
| Team                                  | Nr. | Fahrer           | Chassis                           | Motor                             | Reifen |
| ------------------------------------- | --- | ---------------- | --------------------------------- | --------------------------------- | ------ |
| Oracle Red Bull Racing                | 01  | Max Verstappen   | Red Bull Racing RB19              | Honda RBPTH001                    | P      |
| Oracle Red Bull Racing                | 11  | Sergio Pérez     | Red Bull Racing RB19              | Honda RBPTH001                    | P      |
| Scuderia Ferrari                      | 16  | Charles Leclerc  | Ferrari SF-23                     | Ferrari 066/10                    | P      |
| Scuderia Ferrari                      | 55  | Carlos Sainz jr. | Ferrari SF-23                     | Ferrari 066/10                    | P      |
| Mercedes-AMG Petronas F1 Team         | 63  | George Russell   | Mercedes-AMG F1 W14 E Performance | Mercedes-AMG F1 M14 E Performance | P      |
| Mercedes-AMG Petronas F1 Team         | 44  | Lewis Hamilton   | Mercedes-AMG F1 W14 E Performance | Mercedes-AMG F1 M14 E Performance | P      |
| BWT Alpine F1 Team                    | 31  | Esteban Ocon     | Alpine A523                       | Renault E-Tech RE23               | P      |
| BWT Alpine F1 Team                    | 10  | Pierre Gasly     | Alpine A523                       | Renault E-Tech RE23               | P      |
| McLaren F1 Team                       | 81  | Oscar Piastri    | McLaren MCL60                     | Mercedes-AMG F1 M14 E Performance | P      |
| McLaren F1 Team                       | 04  | Lando Norris     | McLaren MCL60                     | Mercedes-AMG F1 M14 E Performance | P      |
| Alfa Romeo F1 Team Stake              | 77  | Valtteri Bottas  | Alfa Romeo C43                    | Ferrari 066/10                    | P      |
| Alfa Romeo F1 Team Stake              | 24  | Zhou Guanyu      | Alfa Romeo C43                    | Ferrari 066/10                    | P      |
| Aston Martin Aramco Cognizant F1 Team | 18  | Lance Stroll     | Aston Martin AMR23                | Mercedes-AMG F1 M14 E Performance | P      |
| Aston Martin Aramco Cognizant F1 Team | 14  | Fernando Alonso  | Aston Martin AMR23                | Mercedes-AMG F1 M14 E Performance | P      |
| MoneyGram Haas F1 Team                | 20  | Kevin Magnussen  | Haas VF-23                        | Ferrari 066/10                    | P      |
| MoneyGram Haas F1 Team                | 27  | Nico Hülkenberg  | Haas VF-23                        | Ferrari 066/10                    | P      |
| Scuderia AlphaTauri                   | 21  | Nyck de Vries    | AlphaTauri AT04                   | Honda RBPTH001                    | P      |
| Scuderia AlphaTauri                   | 22  | Yuki Tsunoda     | AlphaTauri AT04                   | Honda RBPTH001                    | P      |
| Williams Racing                       | 23  | Alexander Albon  | Williams FW45                     | Mercedes-AMG F1 M14 E Performance | P      |
| Williams Racing                       | 02  | Logan Sargeant   | Williams FW45                     | Mercedes-AMG F1 M14 E Performance | P      |

## Klassifikationen

### Qualifying
| Pos.                                                                      | Fahrer           | Konstrukteur                 | Q1       | Q2       | Q3         | Start |
| ------------------------------------------------------------------------- | ---------------- | ---------------------------- | -------- | -------- | ---------- | ----- |
| 01                                                                        | Max Verstappen   | Red Bull Racing-Honda RBPT   | 1:20,851 | 1:19,092 | 1:25,858   | 01    |
| 02                                                                        | Nico Hülkenberg  | Haas-Ferrari                 | 1:22,730 | 1:20,305 | 1:27,102   | 05    |
| 03                                                                        | Fernando Alonso  | Aston Martin Aramco-Mercedes | 1:21,481 | 1:19,776 | 1:27,286   | 02    |
| 04                                                                        | Lewis Hamilton   | Mercedes                     | 1:21,554 | 1:20,426 | 1:27,627   | 03    |
| 05                                                                        | George Russell   | Mercedes                     | 1:21,798 | 1:20,098 | 1:27,893   | 04    |
| 06                                                                        | Esteban Ocon     | Alpine-Renault               | 1:22,114 | 1:20,406 | 1:27,945   | 06    |
| 07                                                                        | Lando Norris     | McLaren-Mercedes             | 1:21,998 | 1:19,347 | 1:28,046   | 07    |
| 08                                                                        | Carlos Sainz jr. | Ferrari                      | 1:22,248 | 1:19,856 | 1:29,294   | 11    |
| 09                                                                        | Oscar Piastri    | McLaren-Mercedes             | 1:22,190 | 1:19,659 | 1:31,349   | 08    |
| 10                                                                        | Alexander Albon  | Williams-Mercedes            | 1:21,938 | 1:18,725 | keine Zeit | 09    |
| 11                                                                        | Charles Leclerc  | Ferrari                      | 1:21,843 | 1:20,615 | –          | 10    |
| 12                                                                        | Sergio Pérez     | Red Bull Racing-Honda RBPT   | 1:22,151 | 1:20,959 | –          | 12    |
| 13                                                                        | Lance Stroll     | Aston Martin Aramco-Mercedes | 1:22,677 | 1:21,484 | –          | 16    |
| 14                                                                        | Kevin Magnussen  | Haas-Ferrari                 | 1:22,351 | 1:21,678 | –          | 13    |
| 15                                                                        | Valtteri Bottas  | Alfa Romeo-Ferrari           | 1:22,332 | 1:21,821 | –          | 14    |
| 16                                                                        | Yuki Tsunoda     | AlphaTauri-Honda RBPT        | 1:22,746 | –        | –          | 19    |
| 17                                                                        | Pierre Gasly     | Alpine-Renault               | 1:22,886 | –        | –          | 15    |
| 18                                                                        | Nyck de Vries    | AlphaTauri-Honda RBPT        | 1:23,137 | –        | –          | 18    |
| 19                                                                        | Zhou Guanyu      | Alfa Romeo-Ferrari           | 1:23,337 | –        | –          | 19    |
| 20                                                                        | Logan Sargeant   | Williams-Mercedes            | 1:23,342 | –        | –          | 20    |
| 107-Prozent-Zeit: 1:26,510 min (bezogen auf Q1-Bestzeit von 1:20,851 min) |                  |                              |          |          |            |       |

Anmerkungen
1. ↑  Hülkenberg wurde um drei Startplätze nach hinten versetzt, da er zu schnell unter Rot gefahren war.
2. ↑  Sainz jr. wurde um drei Startplätze nach hinten versetzt, da er Gasly im Qualifying behindert hatte.
3. ↑  Stroll wurde um drei Startplätze nach hinten versetzt, da er Ocon im Qualifying behindert hatte.
4. ↑  Tsunoda wurde um drei Startplätze nach hinten versetzt, da er Hülkenberg im Qualifying behindert hatte.
5. ↑  Die 107-Prozent-Regel galt nicht, da das Qualifying unter nassen Bedingungen stattfand.

### Rennen
| Pos.                                                               | Fahrer           | Konstrukteur                 | Runden | Stopps | Zeit        | Start | Schnellste Runde |
| ------------------------------------------------------------------ | ---------------- | ---------------------------- | ------ | ------ | ----------- | ----- | ---------------- |
| 01                                                                 | Max Verstappen   | Red Bull Racing-Honda RBPT   | 70     | 2      | 1:33:58,348 | 01    | 1:15,594 (68.)   |
| 02                                                                 | Fernando Alonso  | Aston Martin Aramco-Mercedes | 70     | 2      | + 9,570     | 02    | 1:15,779 (62.)   |
| 03                                                                 | Lewis Hamilton   | Mercedes                     | 70     | 2      | + 14,168    | 03    | 1:15,396 (47.)   |
| 04                                                                 | Charles Leclerc  | Ferrari                      | 70     | 1      | + 18,648    | 10    | 1:15,907 (47.)   |
| 05                                                                 | Carlos Sainz jr. | Ferrari                      | 70     | 1      | + 21,540    | 11    | 1:15,911 (47.)   |
| 06                                                                 | Sergio Pérez     | Red Bull Racing-Honda RBPT   | 70     | 2      | + 51,028    | 12    | 1:14,481 (70.)   |
| 07                                                                 | Alexander Albon  | Williams-Mercedes            | 70     | 1      | + 1:00,813  | 09    | 1:16,917 (68.)   |
| 08                                                                 | Esteban Ocon     | Alpine-Renault               | 70     | 2      | + 1:01,692  | 06    | 1:16,782 (63.)   |
| 09                                                                 | Lance Stroll     | Aston Martin Aramco-Mercedes | 70     | 2      | + 1:04,402  | 16    | 1:16,564 (58.)   |
| 10                                                                 | Valtteri Bottas  | Alfa Romeo-Ferrari           | 70     | 1      | + 1:04,432  | 14    | 1:16,625 (52.)   |
| 11                                                                 | Oscar Piastri    | McLaren-Mercedes             | 70     | 2      | + 1:05,101  | 08    | 1:16,598 (59.)   |
| 12                                                                 | Pierre Gasly     | Alpine-Renault               | 70     | 2      | + 1:05,249  | 15    | 1:16,425 (67.)   |
| 13                                                                 | Lando Norris     | McLaren-Mercedes             | 70     | 2      | + 1:08,363  | 07    | 1:16,374 (65.)   |
| 14                                                                 | Yuki Tsunoda     | AlphaTauri-Honda RBPT        | 70     | 2      | + 1:13,423  | 19    | 1:16,666 (68.)   |
| 15                                                                 | Nico Hülkenberg  | Haas-Ferrari                 | 69     | 2      | + 1 Runde   | 05    | 1:17,232 (37.)   |
| 16                                                                 | Zhou Guanyu      | Alfa Romeo-Ferrari           | 69     | 2      | + 1 Runde   | 20    | 1:17,090 (58.)   |
| 17                                                                 | Kevin Magnussen  | Haas-Ferrari                 | 69     | 2      | + 1 Runde   | 13    | 1:16,126 (55.)   |
| 18                                                                 | Nyck de Vries    | AlphaTauri-Honda RBPT        | 69     | 2      | + 1 Runde   | 17    | 1:16,656 (52.)   |
| –                                                                  | George Russell   | Mercedes                     | 53     | 1      | DNF         | 04    | 1:17,097 (44.)   |
| –                                                                  | Logan Sargeant   | Williams-Mercedes            | 6      | 0      | DNF         | 18    | 1:18,437 (04.)   |
| Fahrer des Tages: Alexander Albon (28,7 % der abgegebenen Stimmen) |                  |                              |        |        |             |       |                  |

Anmerkungen
1. ↑  Norris erhielt eine Fünf-Sekunden-Zeitstrafe wegen Unsportlichkeit. Er fiel vom neunten auf den 13. Platz zurück.

## WM-Stände nach dem Rennen
Die ersten zehn des Rennens bekamen 25, 18, 15, 12, 10, 8, 6, 4, 2 bzw. 1 Punkt(e). Zusätzlich wurde ein Punkt für die schnellste Rennrunde vergeben, wenn der betreffende Fahrer unter den ersten Zehn ins Ziel kam.

### Fahrerwertung
| Pos. | Fahrer           | Konstrukteur                 | Punkte |
| ---- | ---------------- | ---------------------------- | ------ |
| 01   | Max Verstappen   | Red Bull Racing-Honda RBPT   | 195    |
| 02   | Sergio Pérez     | Red Bull Racing-Honda RBPT   | 126    |
| 03   | Fernando Alonso  | Aston Martin Aramco-Mercedes | 117    |
| 04   | Lewis Hamilton   | Mercedes                     | 102    |
| 05   | Carlos Sainz jr. | Ferrari                      | 68     |
| 06   | George Russell   | Mercedes                     | 65     |
| 07   | Charles Leclerc  | Ferrari                      | 54     |
| 08   | Lance Stroll     | Aston Martin Aramco-Mercedes | 37     |
| 09   | Esteban Ocon     | Alpine-Renault               | 29     |
| 10   | Pierre Gasly     | Alpine-Renault               | 15     |

| Pos. | Fahrer          | Konstrukteur          | Punkte |
| ---- | --------------- | --------------------- | ------ |
| 11   | Lando Norris    | McLaren-Mercedes      | 12     |
| 12   | Alexander Albon | Williams-Mercedes     | 7      |
| 13   | Nico Hülkenberg | Haas-Ferrari          | 6      |
| 14   | Oscar Piastri   | McLaren-Mercedes      | 5      |
| 15   | Valtteri Bottas | Alfa Romeo-Ferrari    | 5      |
| 16   | Zhou Guanyu     | Alfa Romeo-Ferrari    | 4      |
| 17   | Yuki Tsunoda    | AlphaTauri-Honda RBPT | 2      |
| 18   | Kevin Magnussen | Haas-Ferrari          | 2      |
| 19   | Nyck de Vries   | AlphaTauri-Honda RBPT | 0      |
| 20   | Logan Sargeant  | Williams-Mercedes     | 0      |

### Konstrukteurswertung
| Pos. | Konstrukteur                 | Punkte |
| ---- | ---------------------------- | ------ |
| 01   | Red Bull Racing-Honda RBPT   | 321    |
| 02   | Mercedes                     | 167    |
| 03   | Aston Martin Aramco-Mercedes | 154    |
| 04   | Ferrari                      | 122    |
| 05   | Alpine-Renault               | 44     |

| Pos. | Konstrukteur          | Punkte |
| ---- | --------------------- | ------ |
| 06   | McLaren-Mercedes      | 17     |
| 07   | Alfa Romeo-Ferrari    | 9      |
| 08   | Haas-Ferrari          | 8      |
| 09   | Williams-Mercedes     | 7      |
| 10   | AlphaTauri-Honda RBPT | 2      |